# Eleições legislativas para a Assembleia de Londres em 2016

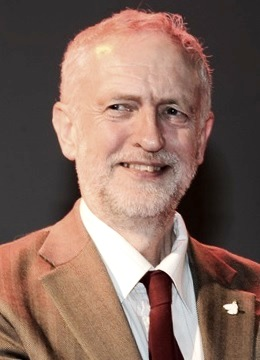
Jeremy Corbyn

As eleições legislativas em Londres em 2016 foram realizadas a 5 de Maio e, serviram para eleger os 25 deputados para a Assembleia de Londres, no mesmo dia das eleições para Prefeito da Grande Londres.
O vencedor das eleições foi o Partido Trabalhista, conquistando 43,5% dos votos no distrito eleitoral e 40,3% dos votos na lista regional e tornou-se o primeiro partido a receber mais de 1 milhão de votos nas eleições para a Assembleia de Londres.
O Partido Conservador ganhou apenas 8 deputados, o seu pior resultado nestas eleições.
Por fim, o Partido Verde manteve-se como a terceira maior força política na Assembleia, com 2 deputados, seguidos pela UKIP que regressa com 2 deputados eleitos e, por fim, os Liberal Democratas conquistam apenas 1 deputados, o seu pior resultado.
Dos partidos mais pequenos, o mais bem sucedido foi o Partido pela Igualdade das Mulheres, que conquistou 91 772 votes (3,5%) na lista regional, mas não conseguiu eleger nenhum deputado, visto que a cláusula de barreira é de 5%. Os restantes partidos não conquistaram mais de 2%.

## Resultados eleitorais
| Partido      | Partido                             | Distrito Eleitoral | Distrito Eleitoral | Distrito Eleitoral | Distrito Eleitoral | Distrito Eleitoral | Região    | Região | Região | Região    | Região  | Total   | +/-     |
| Partido      | Partido                             | Votos              | %                  | +/-                | Deputados          | +/-                | Votos     | %      | +/-    | Deputados | +/-     | Total   | +/-     |
| ------------ | ----------------------------------- | ------------------ | ------------------ | ------------------ | ------------------ | ------------------ | --------- | ------ | ------ | --------- | ------- | ------- | ------- |
|              | Partido Trabalhista                 | 1 138 576          | 43,5               | 1,2                | 9 / 14             | 1                  | 1 054 801 | 40,3   | 0,8    | 3 / 11    | 1       | 12 / 25 | Estável |
|              | Partido Conservador                 | 812 415            | 31,1               | 1,6                | 5 / 14             | 1                  | 764 230   | 29,2   | 2,8    | 3 / 11    | Estável | 8 / 25  | 1       |
|              | Partido Verde                       | 236 809            | 9,1                | 0,5                | 0 / 14             | Estável            | 207 959   | 8,0    | 0,6    | 2 / 11    | Estável | 2 / 25  | Estável |
|              | UKIP                                | 199 448            | 7,6                | 3,                 | 0 / 14             | Estável            | 171 069   | 6,5    | 2,0    | 2 / 11    | 2       | 2 / 25  | 2       |
|              | Liberal Democratas                  | 195 820            | 7,5                | 1,3                | 0 / 14             | Estável            | 165 580   | 6,3    | 0,5    | 1 / 11    | 1       | 1 / 25  | 1       |
|              | Partido pela Igualdade das Mulheres | -                  | -                  | Novo               | 0 / 14             | Novo               | 91 772    | 3,5    | Novo   | 0 / 11    | Novo    | 0 / 25  | Novo    |
|              | Outros                              | 31 844             | 1,2                | 2,1                | 0 / 14             | Estável            | 160 265   | 6,1    | 1,8    | 0 / 11    | Estável | 0 / 25  | Estável |
| Total        | Total                               | 2 614 912          | 100                |                    | 14 / 14            |                    | 2 615 676 | 100    |        | 11 / 11   |         | 25 / 25 |         |
| Participação | Participação                        |                    | 45,6               | 8,1                |                    |                    |           | 45,6   | 8,1    |           |         |         |         |